# Wehrbeitrag
Der 1913 im Deutschen Reich erhobene Wehrbeitrag war eine einmalige Vermögensabgabe auf höhere Vermögen und Einkommen. Mit den Einnahmen wurden die hohen Rüstungsausgaben finanziert. Sein Aufkommen stellte etwa 1,7 Prozent des Bruttoinlandsprodukts im selben Jahr dar. Rechtsgrundlage war das Wehrbeitragsgesetz vom 3. Juli 1913. Es handelte sich um eine Reichssteuer, deren Aufkommen dem Reich zustand.

## Ausgestaltung
Erhoben wurde der Wehrbeitrag auf Vermögen über 10.000 Mark (entsprach 2012 einer Kaufkraft von 65.768 Euro). Der Höchstsatz war bei einem steuerpflichtigen Vermögen von 5 Millionen Mark erreicht. Der progressive Satz betrug 0,15 bis 1,5 %. Darüber hinaus wurden Jahreseinkommen über 5.000 Mark (entsprach 2012 einer Kaufkraft von 32.884 Euro) mit einer Abgabe von 8 % belastet. Im Vergleich betrug ein durchschnittliches rentenversicherungspflichtiges Jahreseinkommen 1913 1.182 Mark (entsprach 2012 einer Kaufkraft von 7.774 Euro). Um eine Doppelbelastung der Vermögenseinkommen zu vermeiden, wurden 5 % des abgabepflichtigen Vermögens abgezogen. Die Steuern mussten in drei Jahresraten (1913–1915) gezahlt werden. Erlöst wurde etwa eine Milliarde Mark.

## Hintergrund: Die Heeresvermehrung 1913
Der Wehrbeitrag diente der Finanzierung der Infrastruktur der Heeresvermehrung 1913. Die Friedensstärke des Deutschen Heeres sollte gemäß Beschluss des Reichstags vom 3. Juli 1913 bis zum Juli 1913 gegenüber dem Stand von 1912 um 117.000 Mann steigen. Vorgesehen war eine Sollstärke von 32.000 Offizieren, 110.000 Unteroffizieren und 661.500 Mannschaften. Gegen diese Heeresvermehrung richtete sich der Protest der Länder-Kriegsminister: Es stünde kein ausreichend qualifiziertes Personal für die Besetzung der Offiziersstellen zur Verfügung, so dass die Qualität des Heeres unter der Erweiterung leiden würde.

## Gesetzgebungsprozess
Die SPD-Fraktion in Reichstag war tief gespalten, ob sie dem Wehrbeitragsgesetz zustimmen sollten. Die Heeresvermehrung wurde von der SPD abgelehnt, der Wehrbeitrag traf jedoch nicht die Arbeiterschicht. Aufgrund des Gesamtdeckungsprinzips bestand auch keine formale Zweckbindung der eingeworbenen Mittel. Jedoch war klar, dass die Mittel faktisch für die Heeresvermehrung genutzt werden würde. Letztlich entschied sich eine Mehrheit der Fraktion, dem Wehrbeitragsgesetz zuzustimmen.